# Saint-Crépin-d’Auberoche
Saint-Crépin-d’Auberoche – miejscowość i gmina we Francji, w regionie Nowa Akwitania, w departamencie Dordogne. Nazwa miejscowości pochodzi od imienia św. Kryspina.
Według danych na rok 1990 gminę zamieszkiwało 229 osób, a gęstość zaludnienia wynosiła 24 osób/km² (wśród 2290 gmin Akwitanii Saint-Crépin-d’Auberoche plasuje się na 948. miejscu pod względem liczby ludności, natomiast pod względem powierzchni na miejscu 1095.).